# Moto Guzzi Stelvio
La Moto Guzzi Stelvio est un grand modèle de trail de la marque italienne lancé en février 2007, à l'occasion du congrès mondial des distributeurs du Groupe Piaggio qui s'est déroulé à Berlin.
Dès sa sortie officielle en concession en mars 2008, son moteur bicylindre en V de 1 151 cm3 en faisait une concurrente de la BMW R 1200 GS,. Héritière de la Quota, son retrait du catalogue du constructeur de Mandello del Lario a été accéléré en 2017 en raison des restrictions imposées par la norme Euro 4.
La V85 TT lui succède deux ans plus tard avec un moteur de plus petite cylindrée et à deux soupapes par cylindre, capable de passer la norme Euro 5.